# Палико, Люси
Люси Палико (фр. Lucie Palicot, урождённая Шнекенбургер, нем. Schneckenburger; 22 мая 1857, Париж — после 1895) — французская пианистка и органистка.
Дочь Эдуара Шнекенбургера, скульптора и архитектора, одного из пионеров бетонного строительства во Франции. Первым браком замужем за композитором Жоржем Палико (развелись в 1888 году).
Дала первый концерт в Ренне в 1864 году, в 1870 году дебютировала в Париже. Окончила Парижскую консерваторию (1874) по классу фортепиано Эли Делаборда, частным образом изучала также орган у Александра Гильмана. Замещала своего наставника Гильмана в парижской церкви Святой Троицы, была органисткой в церкви Сен-Мари-де-Батиньоль.
Наибольшую известность получила как исполнительница на педальном фортепиано. Игра Палико производила большое впечатление на современников не только виртуозностью, но и в связи с тем, что для игры на этом инструменте, обладающем, как и орган, ножной клавиатурой, Палико по необходимости надевала для концерта весьма короткую по меркам XIX века юбку. Особенно очарован игрой Палико оказался Шарль Гуно, оказавший молодой исполнительнице разнообразную поддержку и написавший для неё несколько произведений, предназначенных для педального фортепиано. Наиболее известно из них первое — посвящённая Палико Фантазия на тему русского национального гимна (фр. Fantaisie sur l'hymne national russe; 1885). При первом исполнении Гуно аккомпанировал госпоже Палико на втором фортепиано, несколькими месяцами позже состоялась премьера редакции для солиста и оркестра (дирижировал Эдуар Колонн).
В 1893 году Палико гастролировала в США. В октябре 1894 года в Нью-Йорке она вышла замуж во второй раз, за американца Дэвида Хендерсона, после чего оставила концертную деятельность.